# Christian André
Pour les articles homonymes, voir André.
Christian André, né le 14 août 1950 à La Trinité, est un footballeur français évoluant au poste d'avant-centre, principalement au Paris Saint-Germain.

## Biographie
Christian André est un élément déterminant pour le Paris Saint-Germain en Division 3. Durant cette saison 1972-73, il marque 21 buts en 30 matchs de championnat. Il participe également au retour du club parisien parmi l'élite en inscrivant 9 buts en 21 matchs lors de la saison 1973-74. Sur les deux saisons 1972-1974, il joue aussi onze matchs de Coupe de France au cours desquelles il inscrit dix buts.
Titulaire en Division 1 avec le PSG lors des deux premiers matchs de la saison 1974-75, il devient remplaçant lors des deux matchs suivants. Au cours de ces quatre matchs, il marque deux buts (1re et 3e journée). Il est ensuite reversé en équipe réserve 
En 1975, il est prêté jusqu'à la fin de la saison au Red Star qui vient de descendre en Division 2. 
De retour au PSG, il retrouve l'équipe première en 1976-77 à l'occasion de deux matchs en D1.
En fin de contrat au PSG, il signe à l'AS Béziers, en Division 2 (1977-78) avant de rejoindre Montpellier La Paillade en 1978-79.
Ensuite , Christian André vient donner un coup de main à un jeune club Montpelliérain : le M.U.C (Montpellier Université Club) dirigé par Maître Jacques Martin, où il rejoint un autre ancien Montpellierain, Mama Ouattara, alors directeur sportif du club universitaire et joueur à l'Olympique Avignonnais et l'ex bordelais et strasbourgeois Didier Desremeaux, conseiller sportif au MUC..
Il évolue par la suite en Martinique avant de prendre sa retraite

## Sources
- Thierry Berthou, Histoire du Paris Saint-Germain Football-Club (1904-1998), St-Maur, Pages de Foot, 1998, p.487
- coll., Red Star, histoire d'un siècle, Paris, Red Star, 1999, p.271